# Metrópoli de Silesia
La Metrópoli de Silesia (en polaco: Górnośląsko-Zagłębiowska Metropolia), anteriormente conocida como Unión Metropolitana de Alta Silesia (en polaco: Górnośląski Związek Metropolitalny, en polaco: Metropolia Silesia), es una entidad territorial compuesta por 14 ciudades adyacentes en la provincia polaca de Silesia, en Polonia meridional, sobre los ríos Vístula y Oder. La sede es la ciudad de Katowice, el mayor distrito de la Metrópoli de Silesia.
La Metrópoli de Silesia, como el área de Katowice, se encuentra dentro de una de las áreas urbanas más grandes de la Unión Europea. Su población es de 2 039 454 habitantes (2008), dentro de una zona urbana, con una población de 2 746 460 habitantes, según el Eurostat, y también parte del área metropolitana de Silesia, con una población de 5 294 000 habitantes según el Observatorio en Red de la Ordenación del Territorio Europeo.
Esta entidad fue creada por una iniciativa local y la participación fue voluntaria. La intención de formar la unión se declaró formalmente por los alcaldes de las ciudades participantes, que firmaron una declaración a tal efecto, el 9 de enero de 2006 en Świętochłowice. El registro de la unión fue suscrito por el Ministerio del Interior (en polaco: MSWiA) el 8 de junio de 2007 con la ciudad de Katowice.